# Daniel David Palmer
Daniel David Palmer, ou simplesmente D.D. Palmer (Pickering, Ontário, 7 de março de 1845 – Los Angeles, 20 de outubro de 1913) foi o fundador da Quiropraxia.

## Biografia
Filho de Katherine McVay e Thomas Palmer, aos vinte anos de idade mudou-se para os Estados Unidos da América com sua família. Palmer desempenhou diversas atividades, tais como: apicultor, professor escolar e dono de uma mercearia, ao mesmo tempo que mantinha interesse por diversas filosofias de saúde de sua época, como a cura magnética, e o espiritualismo. Palmer iniciou sua prática na cura magnética em meados da década de 1880, em Burlington e Davenport, Iowa.